# Felix Thijssen

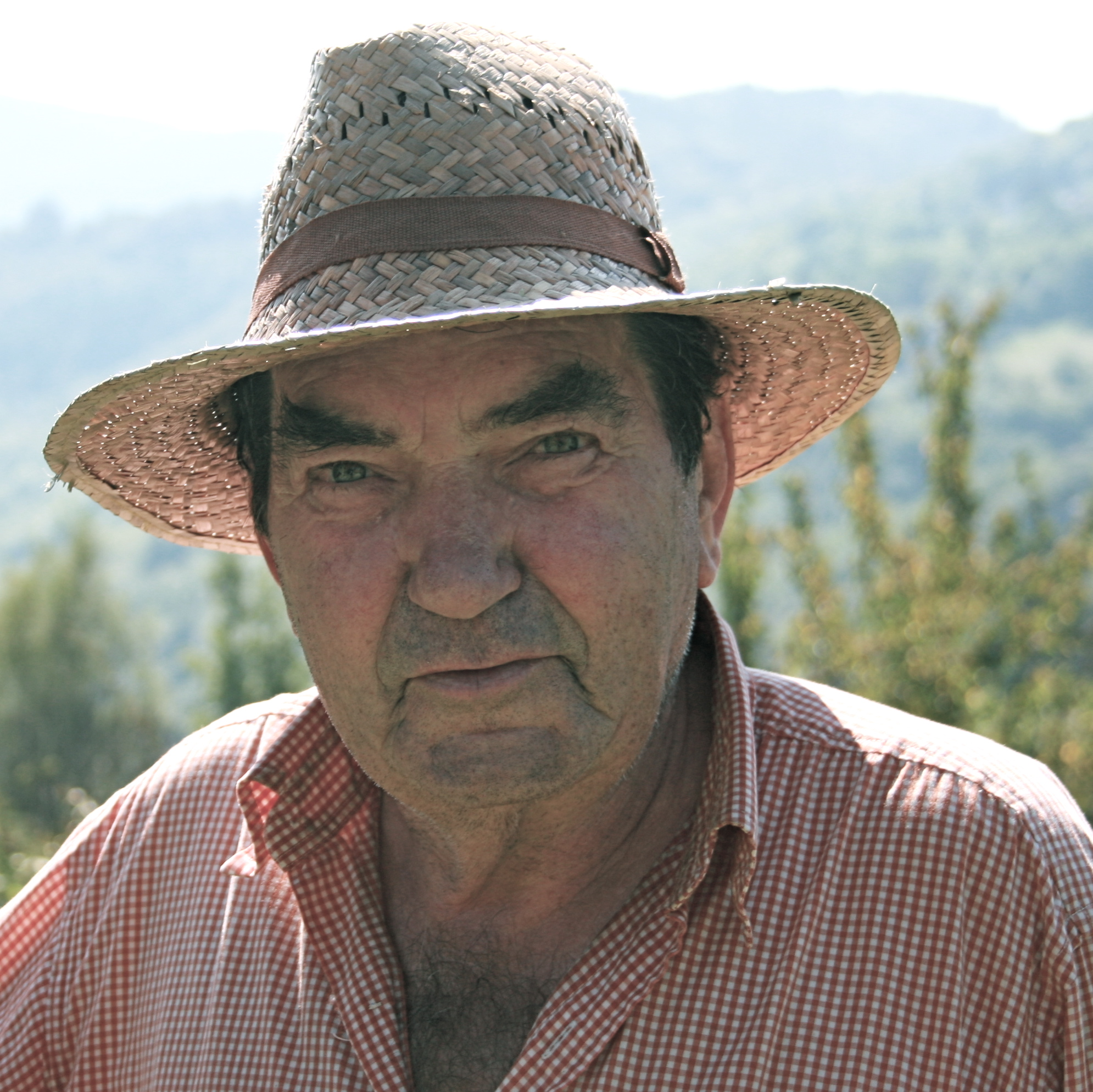
Felix Thijssen im September 2008

Felix Thijssen (* 24. November 1933 in Rijswijk, Südholland; † 26. Juli 2022 Saint-Germain-de-Calberte, Frankreich) war ein niederländischer Schriftsteller und Drehbuchautor.

## Leben
Felix Thijssen lebte und arbeitete während seiner letzten Lebensjahrzehnte mit seiner Frau Mylene auf der alten Templerburg La Garde in den französischen Cevennen.

## Wirken
Thijssen ist Verfasser von insgesamt mehr als 80 Büchern aus den Bereichen Sach- und Fachbuch und Belletristik, darunter viele Science-Fiction- und Kriminalromane. Zu seinen zahlreichen Werken für Film und Fernsehen gehören unter anderem der Anti-Kriegsfilm „Field of Honor“ (Deutsch: „Feld der Ehre“) und die Kriminalserie „Bureau Kruislan“ (Deutsch neu verfilmt als „Die Wache“). Auf Deutsch erschienen sind zudem die ersten zehn Folgen seiner Max-Winter-Kriminalreihe.

## Auszeichnungen
Für den ersten Teil, „Cleopatra“, seiner Max-Winter-Kriminalreihe wurde der Autor 1999 in seinem Heimatland mit dem „Gouden Strop“, dem goldenen Strick, ausgezeichnet, der höchsten in den Niederlanden vergebenen Auszeichnung für dieses Genre. Er war zwei weitere Male für diesen Preis nominiert, zuletzt im Juni 2006. Die belgisch-flämische Genootschap van Vlaamse Misdaadauteurs machte ihn 2006 zum Preisträger der renommierten, in Antwerpen vergebenen Thriller-Auszeichnung „De Diamanten Kogel“ (Diamantkugel) für seinen Roman Het diepe water (dt.: Finstere Wasser. Grafit, Dortmund 2007).

## Auf Deutsch erschienene Werke
- Cleopatra – ein Fall für Max Winter Grafit Verlag, Dortmund, 2002 ISBN 3-89425-504-8
- Tiffany – ein Fall für Max Winter Grafit Verlag, Dortmund, 2002 ISBN 3-89425-520-X
- Isabelle – ein Fall für Max Winter Grafit Verlag, Dortmund, 2002 ISBN 3-89425-513-7
- Caroline – ein Fall für Max Winter Grafit Verlag, Dortmund, 2002 ISBN 3-89425-530-7
- Ingrid – ein Fall für Max Winter Grafit Verlag, Dortmund, 2002 ISBN 3-89425-524-2
- Charlotte – ein Fall für Max Winter Grafit Verlag, Dortmund, 2003 ISBN 3-89425-536-6
- Rosa – ein Fall für Max Winter Grafit Verlag, Dortmund, 2005 ISBN 3-89425-541-2
- Rebecca – ein Fall für Max Winter Grafit Verlag, Dortmund, 2006 ISBN 3-89425-552-8
- Finstere Wasser Grafit Verlag, Dortmund, 2007 ISBN 3-89425-557-9